# 植田隆子
植田 隆子（うえた たかこ）は、日本の政治学者。香川大学法学部客員教授。専門は、ヨーロッパ安全保障・国際機構論。

## 来歴
津田塾大学学芸学部卒業後、1981年に同大学大学院博士課程を修了（学術博士）。博士論文の題は「地域的安全保障の史的研究 : 国際連盟時代における地域安全保障制度の発達」。成蹊大学法学部助教授、1989年国際基督教大学教養学部教授を経て、2018年香川大学法学部客員教授。
1985年から1987年まで、ジュネーヴ大学高等国際問題研究所（HEI)  客員研究員。2003年から2008年まで東京大学大学院総合文化研究科特任教授。2008年から2011年まで欧州連合日本政府代表部政治安全保障担当次席大使。

## 著書

### 単著
- 『地域的安全保障の史的研究――国際連盟時代における地域的安全保障制度の発達』（山川出版社, 1989年）

### 編著
- 『21世紀の欧州とアジア』（勁草書房, 2002年）
- 『現代ヨーロッパ国際政治』（岩波書店, 2003年）
- 『EUスタディーズ（1）対外関係』（勁草書房, 2007年）

### 共編著
- （百瀬宏）『欧州安全保障協力会議(CSCE)――1975-92』（日本国際問題研究所, 1992年）
- （柏倉康夫・小川英治）『EU論』（放送大学教育振興会, 2006年）
- （町野朔）『平和のグランドセオリー序説』（風行社, 2007年）

## 論文
- 「米ソ国交樹立に関する一考察――ソ連側の対応を中心に」『国際関係学研究』2号（1975年）
- 「東方ロカルノ案の形成(1933-1934年)――仏ソ同盟条約構想からロカルノ方式の地域的集団安全保障条約構想への転換過程」『国際関係学研究』4号（1977年）
- 「東方ロカルノ案をめぐるソ連外交――ソ連外交における『集団安全保障』政策の形成」『スラヴ研究』22号（1978年）
- 「バルト協商(1934-1940年)――その形成, 活動および機構」『国際関係学研究』5号（1978年）
- 「1930年代のヨーロッパにおける地域的安全保障体制の形成」『国際政治』63号（1979年）
- 「1933年12月・欧州国際政治におけるソ連外交（1・2）」『成蹊法学』22号（1984年）／23号（1985年）
- 「1933年12月の独ソ関係――ソ連外交の『転換』をめぐって」『成蹊法学』28号（1988年）
- 「ジュネーヴ軍縮会議における核実験全面禁止問題(1986-1988年)――多数国間交渉と米ソ2国間交渉の相剋」『国際政治』90号（1989年）
- 「欧州安全保障協力会議における信頼醸成措置の発達――視察・査察問題を中心に」『国際法外交雑誌』88巻5号（1989年）
- 「欧州安全保障の変動と協調的安全保障構造――欧州安全保障協力会議・北大西洋協力理事会」『国際政治』100号（1992年）
- 「欧州連合をめぐる安全保障問題」『国際問題』409号（1994年）
- 「北大西洋条約機構の東方拡大問題」『国際法外交雑誌』94巻3号（1995年）
- 「欧州復興と日本――冷戦終結後の日欧関係の展開」『国際政治』114号（1997年）
- 「欧州における軍事同盟の変容と協調的安全保障構造」『国際政治』117号（1998年）
- 「EU, NATOの東方拡大と欧州国際政治の変容――その影響と二つの拡大の相克」『国際問題』458号（1998年）
- 「欧州安全保障協力機構(OSCE)の紛争防止とイスタンブール首脳会議」『海外事情』48号（2001年）
- 「バルカンの地域紛争と欧州安全保障組織の変容――NATO、EUを中心に」『国際問題』496号（2001年）
- 「欧州連合(EU)の軍事的・非軍事的危機管理――欧州の地域的国際組織による国際平和維持活動の構造変動」『国際法外交雑誌』102巻3号（2003年）
- 「欧州連合(EU)の紛争防止」『ヨーロッパ研究』3号（2003年）
- 「冷戦終結後の米国と大西洋同盟」『国際政治』150号（2007年）